# Anubis subobtusus
Anubis subobtusus är en skalbaggsart som först beskrevs av Maurice Pic 1932.  Anubis subobtusus ingår i släktet Anubis och familjen långhorningar.
Artens utbredningsområde är Laos. Inga underarter finns listade i Catalogue of Life.